# TDK
Die TDK Corporation (jap. TDK株式会社, TDK Kabushiki-gaisha; von 東京電気化学工業 Tōkyō Denki Kagaku Kōgyō, auf Deutsch etwa „Tokio Elektrische Chemische Industrie“), gelistet im Nikkei 225, ist ein japanischer Hersteller von elektronischen Bauteilen und Komponenten.
Produziert werden heute vor allem Sensoren, Kondensatoren, Spulen, Ferrite, Magnete, SAW-Filter, Schutzbauelemente, Spannungswandler & Netzteile. Abnehmer kommen hauptsächlich aus der Automobilindustrie, Telekommunikationsindustrie und Elektrotechnik.

## Geschichte
In den 1980er Jahren war das Unternehmen der Öffentlichkeit zunächst durch sein Angebot an Kompaktkassetten und den darauffolgenden Jahrzehnten VHS-Kassetten, CDs & DVDs ein Begriff. Heute ist TDK aus dem Privatkundensegment weitgehend verschwunden, jedoch ist davon auszugehen, dass aufgrund der breiten Produktpalette in vielen elektrischen Endprodukten ein oder mehrere Bauteile von TDK enthalten sind.
Takeshi Takei und Yogoro Katō, zwei Professoren der Technischen Hochschule Tokio, haben 1930 die ersten Ferrit-Legierungen synthetisiert. Am 7. Dezember 1935 haben sie TDK in Japan als Hersteller von Ferriten gegründet. Seit 2016 ist Shigenao Ishiguro Präsident des Unternehmens.
Das Unternehmen versuchte sich in den späten 1990er und frühen 2000er Jahren im Videospielgeschäft, indem es TDK Mediactive in den USA und Europa sowie TDK Core in Japan betrieb.
Ab 2007 wurde die Marke TDK für Speichermedien von Imation übernommen.
Im Dezember 2015 unterbreitete TDK dem Schweizer Halbleiterhersteller Micronas ein Übernahmeangebot, das von dessen Verwaltungsrat unterstützt wurde. Demnach sollte Micronas für rund 214 Millionen Franken übernommen werden, die Transaktion würde bis März 2016 abgeschlossen. Im Jahr 2016 wurde die frühere Micronas Semiconductor Holding AG von TDK übernommen und umfirmiert in TDK-Micronas GmbH.

## Tochterunternehmen  und Akquisitionen
Im Laufe seiner langen Unternehmensgeschichte hat TDK Unternehmen übernommen und Tochterunternehmen gegründet.

### TDK-Lambda

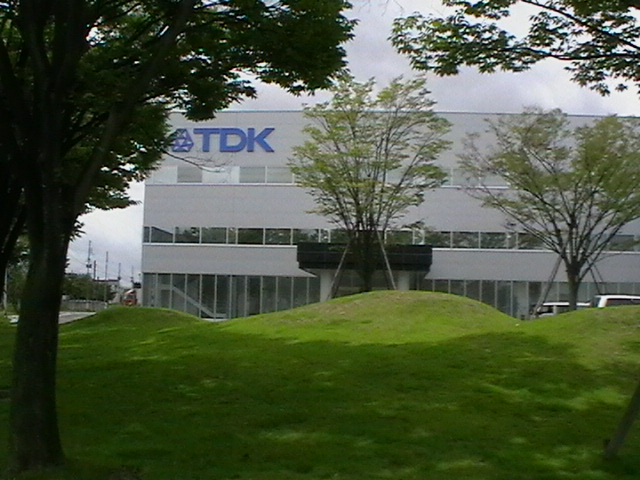
Technisches Zentrum in Nagaoka-Settaya

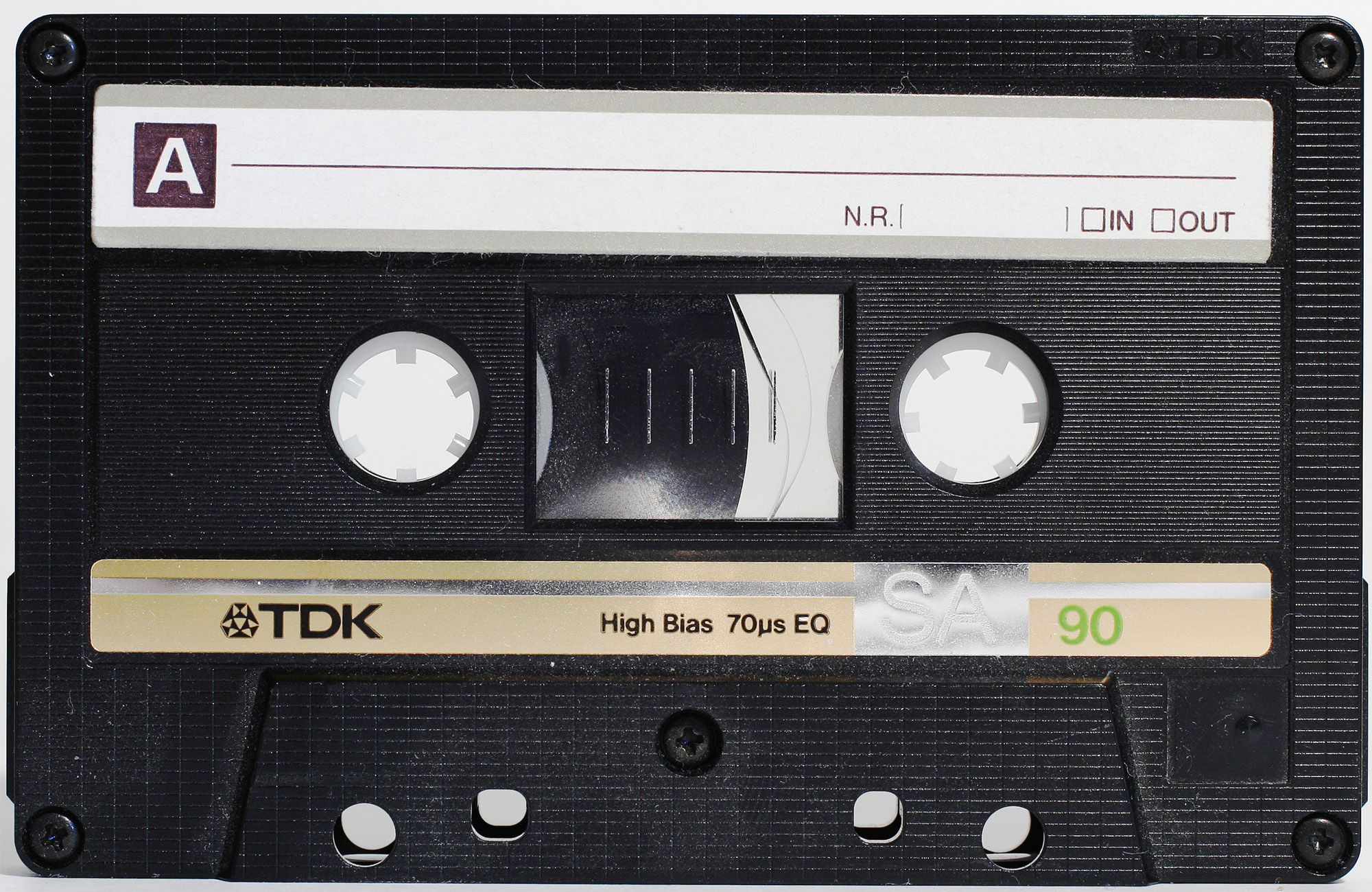
Typische TDK-Audiokassette der 1980er-Jahre

Das Tochterunternehmen für Stromversorgungsprodukte wurde 2005 von TDK übernommen. Das 1948 in New York gegründete, hauptsächlich in Europa und Nordamerika tätige Unternehmen Lambda, das 1966 von Veeco übernommen wurde und 1975 einen langfristigen Im-/Exportvertrag mit dem japanischen Netzteil-Hersteller Nippon Electronic Memory Industry Co., Ltd schloss (drei Jahre später mit VEECO-Anteilen in Nemic-Lambda Co., Ltd. transferiert), wurde 2006 in DENSEI-LAMBDA K.K. (das japanische Unternehmen entstand 1999 durch eine vollständige Fusion des Nemic-Lambda mit Nippon Electric Industry Co., Ltd. (NEIC)) eingegliedert und 2008 zur heutigen Bezeichnung TDK-Lambda umbenannt, indem es zum vollständigen Eigentum von TDK wurde. Neben den drei inländischen Betrieben in Nagaoka (erster Betrieb des ehem. Nippon Electronic Memory Industry, seit 2009 technisches Zentrum), Inashiki und Fukuoka betreibt TDK heute ausländische technische Einrichtungen in Wuxi (China), Senai, Kuantan (Malaysia), Khlong Nueng (Thailand), Karmiel (Israel), Achern (Deutschland), Ilfracombe (Vereinigtes Königreich) und Neptune (New Jersey).

### TDK-EPC
2008 übernahm TDK den deutschen Hersteller von Elektronikbauteilen Epcos AG, gegründet 1989 als Siemens Matsushita Components mit Sitz in München, für 1,2 Milliarden Euro.
EPCOS, die bereits ein Handelsnetz in Europa, Südamerika und Indien besaß, erweiterte die japanische Gruppe um die Anwendungssektoren der Automobilindustrie und Telekommunikation.
Seit 27. April 2018 hält Epcos einen Mehrheitsanteil von 50,2 % an der Relyon Plasma GmbH, einem Forschungs-, Entwicklungs- und Fertigungsunternehmen im Bereich der Plasmatechnologie (Oberflächenvorbehandlung, Bauteilreinigung und Entkeimung).

### TDK-Micronas
2016 übernahm TDK den Schweizer Hersteller von Hall-Sensoren Micronas AG. Die TDK-Micronas hat ihren operativen Hauptsitz in Freiburg im Breisgau und stellt eine breite Palette an Halleffekt-Sensoren für die unterschiedlichsten Anwendungsarten, als auch Mikrocontroller für die direkte Steuerung von bürstenlosen Motoren her.

### TDK-InvenSense

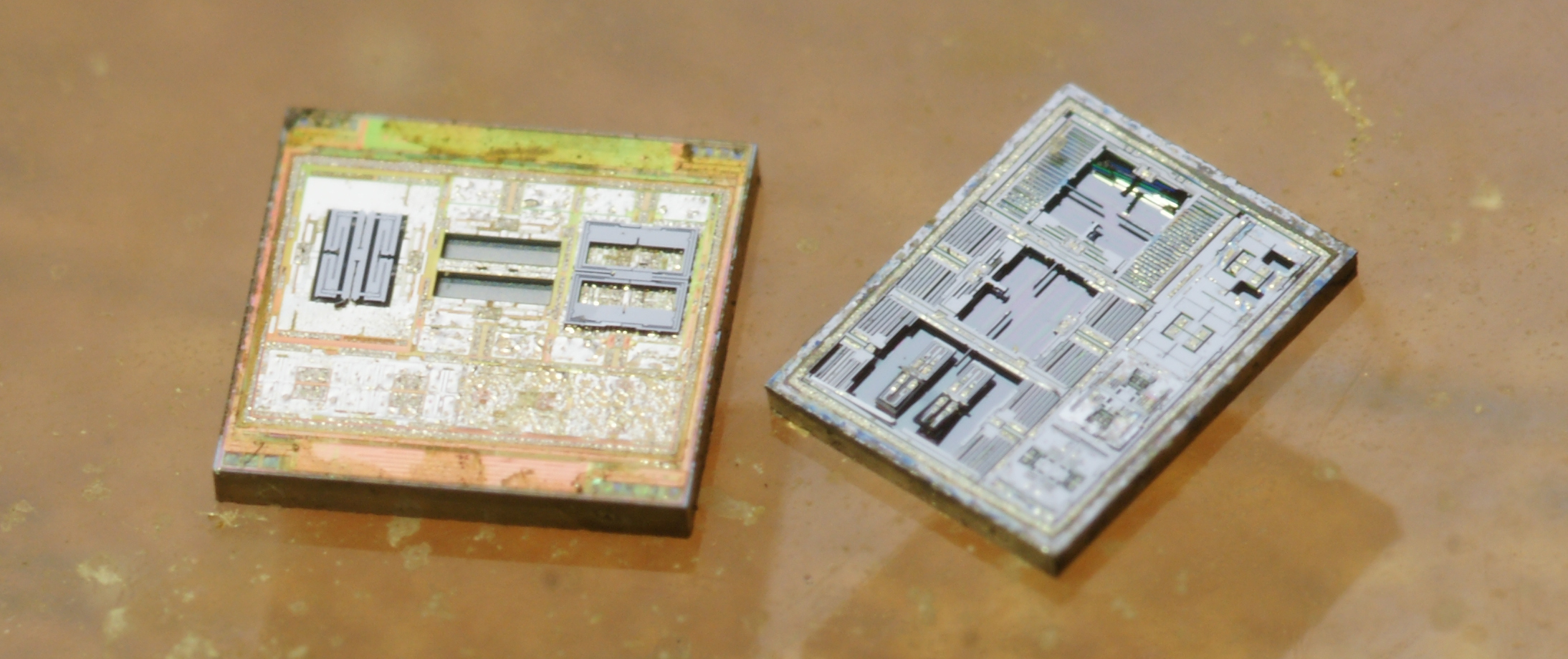
Zwei Dies einer InvenSense MPU6050 mit integriertem Gyroskop und Beschleunigungssensor

Am 18. Mai 2017 gaben die CEOs der TDK Corporation und InvenSense bekannt, dass der Kauf von InvenSense durch TDK abgeschlossen ist. InvenSense ist ein Hersteller von SoCs zur Erfassung von Bewegung und Lage, Bild und Ton in Gamecontrollern, Smartphones und Head-Mounted Displays.

## Werksschließungen in Europa
Ende 2002 wurde das TDK-Werk in Rammelsbach/Pfalz geschlossen. Es produzierte seit 1986 Audiokassetten sowie seit 1988 radial gegurtete Festinduktivitäten und von August 2001 an SMD-Induktivitäten für den europäischen Elektronikmarkt.
Ende Mai 2006 wurde das TDK-Werk in Bascharage (Luxemburg), das CD- und DVD-Rohlinge produzierte, geschlossen. Stattdessen konzentrierte sich TDK auf die Weiterentwicklung der Blu-ray Disc (z. B. Durabis).
CD- und DVD-Rohlinge wurden aber weiterhin von ODM-Herstellern wie CMC Magnetics, Moser Baer India und Taiyo Yuden für TDK hergestellt. Stand 2023 werden weiterhin Medien unter der Marke TDK vertrieben.